# 上山市立西郷第一小学校
上山市立西郷第一小学校（かみのやましりつ にしごうだいいちしょうがっこう）は山形県上山市にあった公立小学校。

## 所在地
- 山形県上山市阿弥陀地上原906-1

## 沿革
- 1874年(明治7年) - 藤吾学校として創立[1]
- 1887年(明治20年) - 藤吾尋常小学校に改称
- 1892年(明治25年) - 校舎が火災に遭い、現在地に再建。西荘尋常小学校に改称
- 1909年(明治42年) - 西郷尋常小学校に改称
- 1941年(昭和16年) - 西郷国民学校に改称
- 1947年(昭和22年) - 西郷村立西郷第一小学校に改称
- 1954年(昭和29年) - 合併と市制施行により上山市立西郷第一小学校に改称。新校舎完成。
- 1992年(平成4年) - 新校舎完成
- 2022年(令和4年) - 上山市立南小学校と統合し、閉校[2]

## 学区
- 赤坂、藤吾、阿弥陀地、小穴、細谷[4]

## 卒業後
- 南中学校へ進学する。